# Lac Noir, Québec
Lac Noir är en sjö i Kanada.   Den ligger i regionen Lanaudière och provinsen Québec, i den sydöstra delen av landet, 190 km nordost om huvudstaden Ottawa. Lac Noir ligger 198 meter över havet. Arean är 3,4 kvadratkilometer. Den sträcker sig 4,0 kilometer i nord-sydlig riktning, och 2,2 kilometer i öst-västlig riktning.
I omgivningarna runt Lac Noir växer i huvudsak blandskog. Runt Lac Noir är det ganska glesbefolkat, med 34 invånare per kvadratkilometer.